# Erenköy/Kokkina

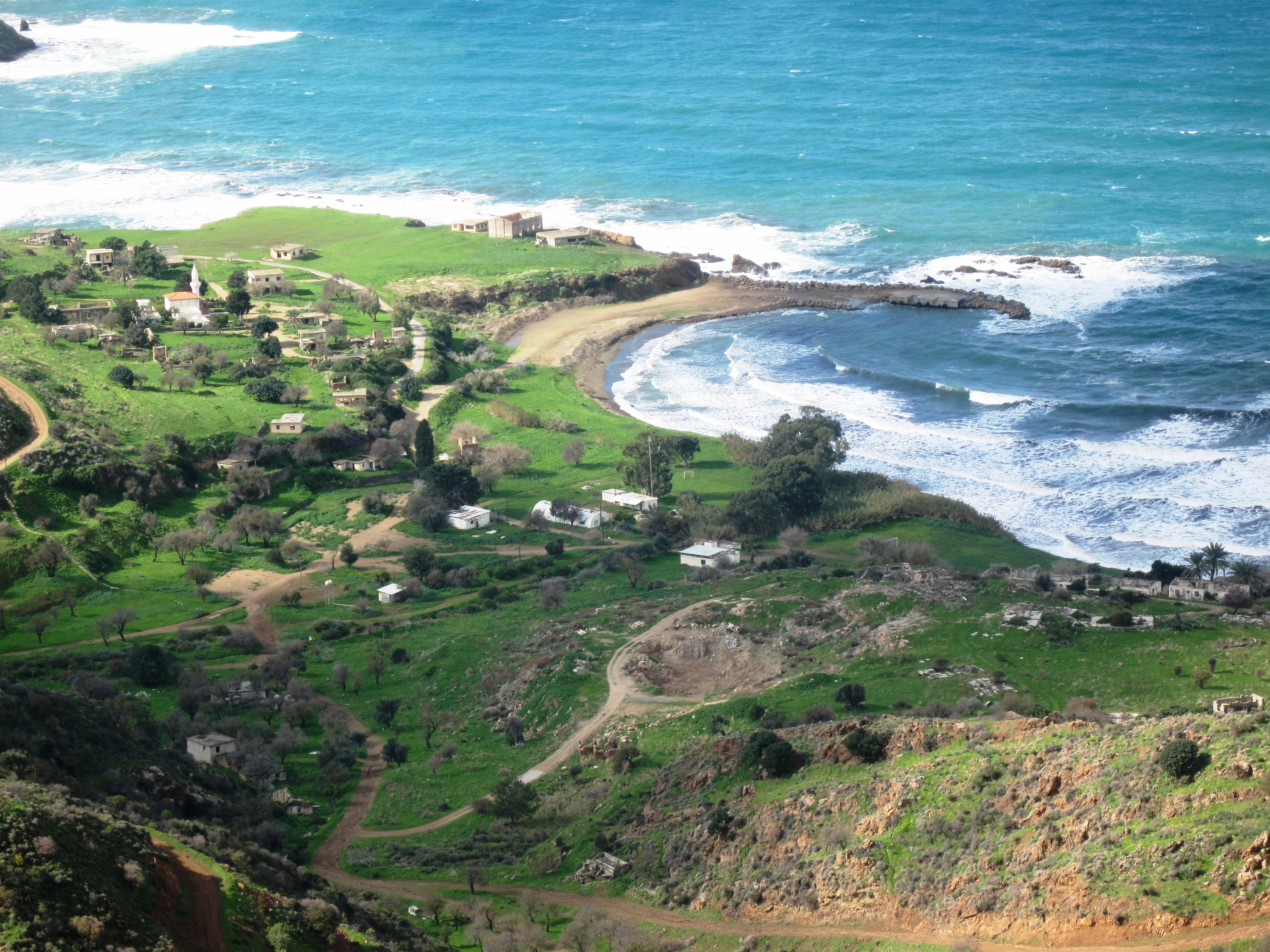
Überblick über das ehemalige Dorf

Erenköy bzw. Kokkina (türkisch früher auch Koççina, griechisch Κόκκινα) ist ein Ort in der Region Tylliria (türkisch Dillirga) im Nordwesten der Mittelmeerinsel Zypern, der zugleich eine Exklave des Distrikts Lefke der Türkischen Republik Nordzypern darstellt, die 1983 gegründet wurde.
Die Bevölkerung bestand spätestens seit dem 19. Jahrhundert fast ausschließlich aus Zyperntürken, die infolge des Zypernkonflikts in andere Teile Nordzyperns umsiedeln mussten. Heute dient der Ort rein militärischen Zwecken. Die von Friedenstruppen der Vereinten Nationen, der United Nations Peacekeeping Force in Cyprus (UNFICYP), überwachte UN-Pufferzone bildet auf drei Seiten das Ende des von der Türkischen Republik Nordzypern kontrollierten Gebiets.

## Geschichte
Kokkina bzw. Koççina bedeutet im Griechischen „rot“. Ursprünglich hieß der Ort, an dem sich das heutige Erenköy befindet, Ayia Eleni. Eine Karte des Jahres 1885 zeigt dabei nur eine Kirche und wenige Wohngebäude. Anscheinend lebte bis 1911 niemand dort. Nach Kutlu Adalı wurden 1936 türkische Zyprioten aus Kokkina/Koççina dazu veranlasst, diesen Ort zu besiedeln. Sie kamen aus einem gleichfalls Kokkina genannten Ort, der nahe bei Alevga auf dem Karga-Hügel lag. Bei der Umsiedlung benannten die Neusiedler das Dorf Kokkina, jedoch wurde dieser Name 1958 in Erenköy (zu Deutsch heiliger Ort) umbenannt.
In der Region Tylliria fanden 1964 im Laufe des Zypernkonflikts Kampfhandlungen zwischen griechisch-zyprischen und türkisch-zyprischen Ortschaften statt. Im Zuge dieser Auseinandersetzungen wurde das Gebiet um Erenköy von griechischen Armeeeinheiten und der Zyprischen Nationalgarde umzingelt und von der Außenwelt abgeriegelt. Die Bevölkerung wurde vertrieben und musste auf dem Meer Schutz suchen, viele Häuser der Ortschaft wurden zerstört. Bei den Kämpfen wurden über 100 Zyprioten getötet und mehr als 200 verletzt. Zuvor hatte Rauf Denktaş Ende 1963 zusammen mit 500 türkischen Studenten Waffen in den Ort geschmuggelt.
Die türkischen Verteidiger hielten ihre Stellung bis zum 8. August 1964, als die Türkei militärisch in den Konflikt eingriff. Deren Luftwaffe bombardierte Ziele um Erenköy und setzte auch Napalm gegen griechisch-zyprische Truppen ein. Insgesamt kamen 50 Menschen ums Leben, 125 wurden verletzt. Diesem Angriff fielen auch Zivilisten zum Opfer. Schließlich ordnete der Sicherheitsrat der Vereinten Nationen einen Waffenstillstand an; dieser trat am 9. August 1964 in Kraft und wurde von Friedenstruppen der Vereinten Nationen, der United Nations Peacekeeping Force in Cyprus (UNFICYP), überwacht.
Erenköy unterlag von August 1964 bis November 1967 einer von der zyprischen Regierung verhängten Blockade und war durch den Nachbarort Pyrgos vom türkischen Gebiet getrennt. Die Restriktionen für die Einführung „nicht strategischer Güter“ wurden im Juni 1965 aufgehoben. Richard Patrick bemerkt 1971, dass 677 türkische Zyprer in dem Ort lebten. Im November 1976 wurden alle Bewohner nach Yialousa auf dem Karpas umgesiedelt, das die Regierung in Yeni Erenköy (Neu Erenköy) umbenannte. Seither ist Erenköy nur noch von Militärangehörigen bewohnt und von seiner unmittelbaren Umgebung abgeschnitten.